# Alchemilla canifolia
Alchemilla canifolia är en rosväxtart som beskrevs av S. E. Fröhner. Alchemilla canifolia ingår i släktet daggkåpor, och familjen rosväxter. Inga underarter finns listade i Catalogue of Life.